# 納達爾與喬科維奇對戰史
納達爾與喬科維奇對戰史是拉斐爾·納達爾與諾瓦克·喬科維奇兩位頂尖網球運動選手的對戰歷史。他們已有59次的交手，排在公開化年代以來第一位，喬科維奇以30勝29負領先。
在2006年至2010年期間，相對于費納之爭打的火熱，兩人的對戰并不能與之比擬。然而，隨著兩人在2010年的美網決賽相遇之後，「喬納之爭」已經悄然拉開序幕。
2013年，在喬科維奇26歲，納達爾27歲這一賽季，兩人的交手記錄打破了原本約翰·馬克安諾和伊凡·藍道所保有的36次交手紀錄，成為公開化年代以來交手最多次的對戰組合(值得注意的是喬科維奇和費德勒的交手紀錄後來也打破了這項舊紀錄，以39次排名第二)。兩人的第一次交手發生在2006年法網的八強戰中，當時納達爾在兩盤6–4之後，喬科維奇退出比賽。而兩人的第一次決賽交手是在2007年印第安維爾斯大師賽中，納達爾以2–0贏得了比賽。在接下來的邁阿密大師賽上，喬科維奇則復仇成功戰勝了納達爾，最後成功進入決賽拿到了職業生涯第一個大師賽冠軍。

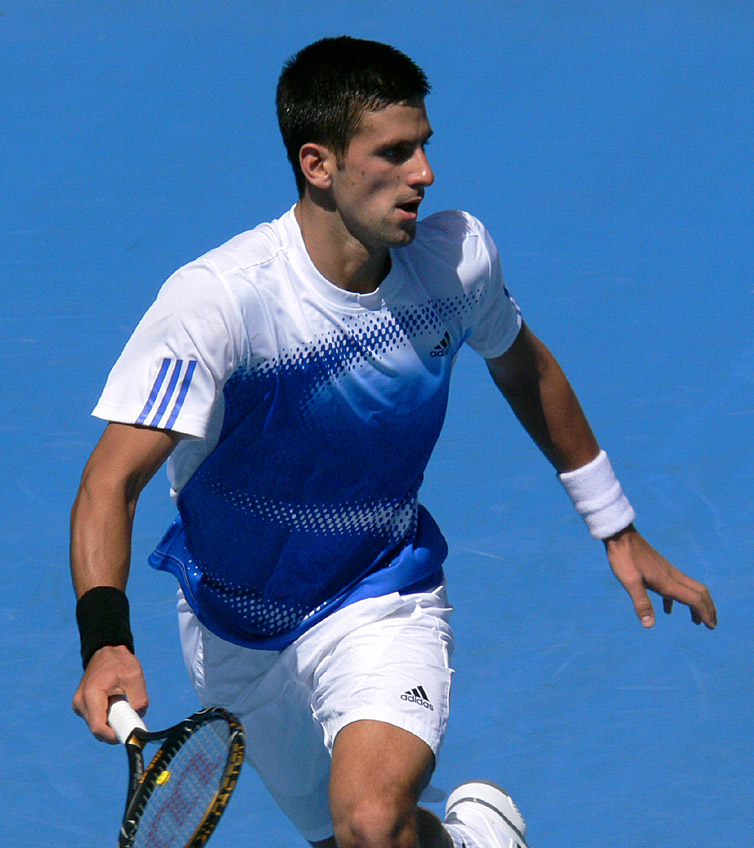
喬科維奇

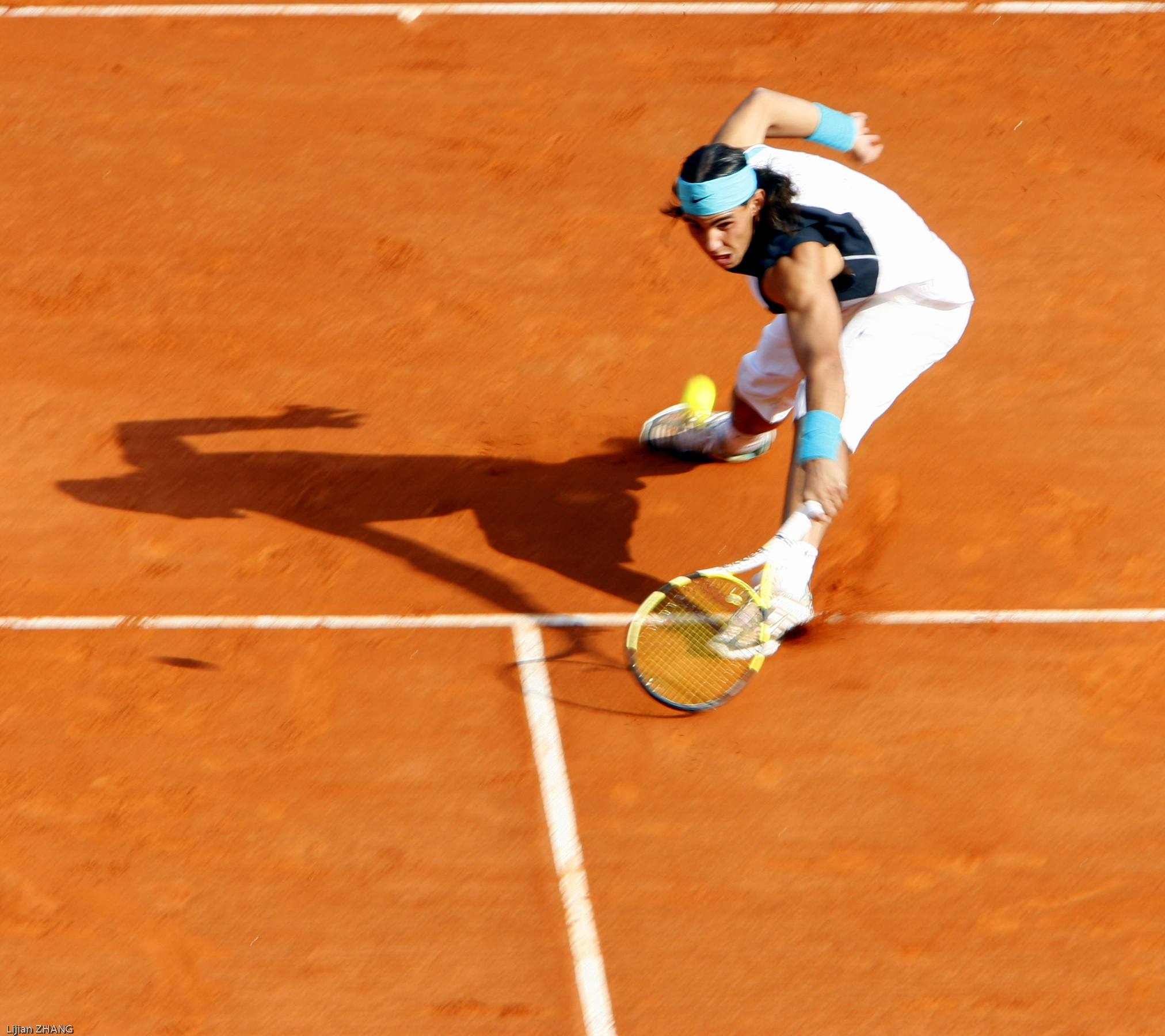
納達爾

## 對戰歷史

### 2006
雙方第一次相遇在本賽季的法網上，當時納達爾用114分鐘以兩個6–4進入速勝狀態，但在第三盤時，喬科維奇退出了比賽，吃下對戰首敗。

### 2007

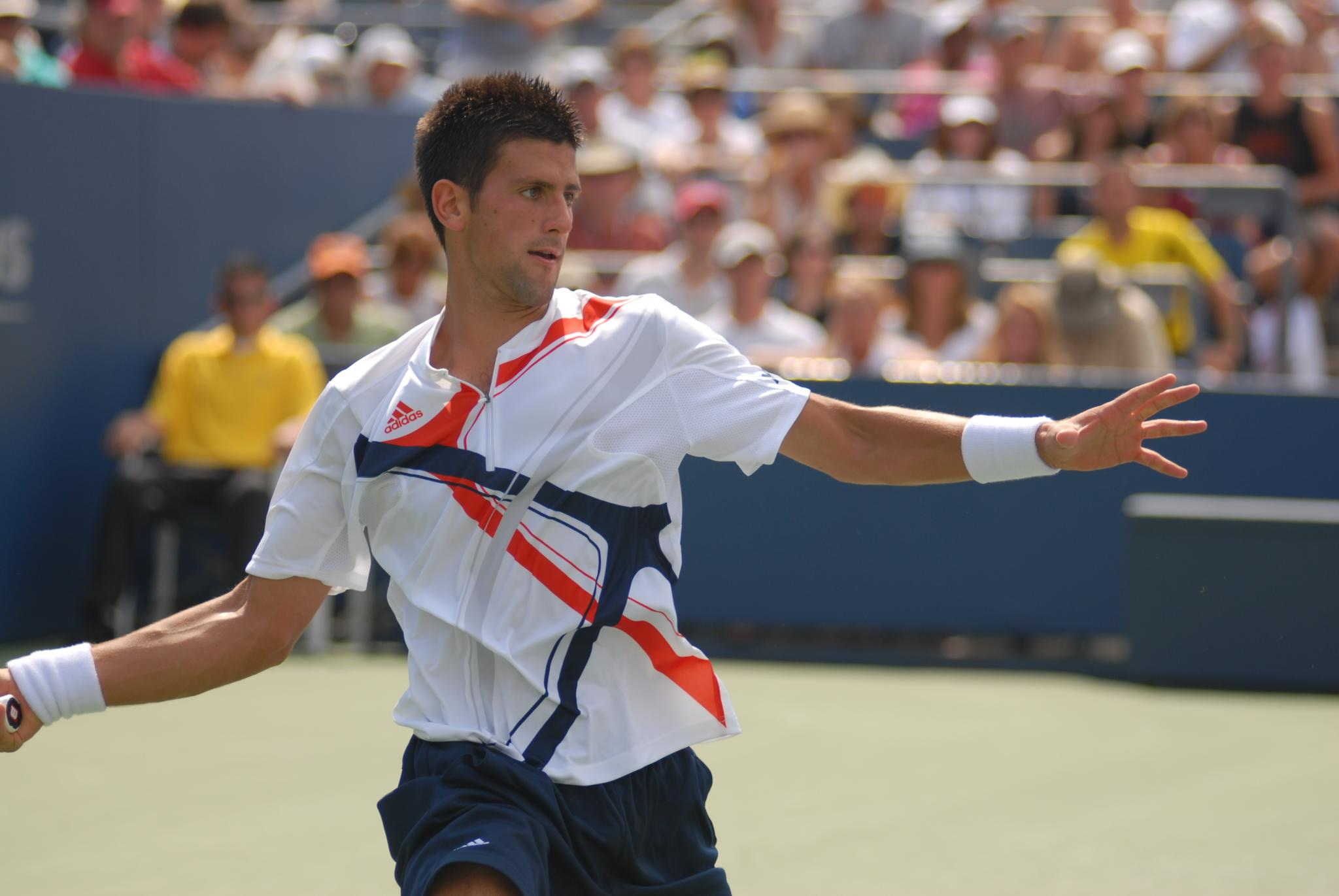
喬科維奇在2007美網

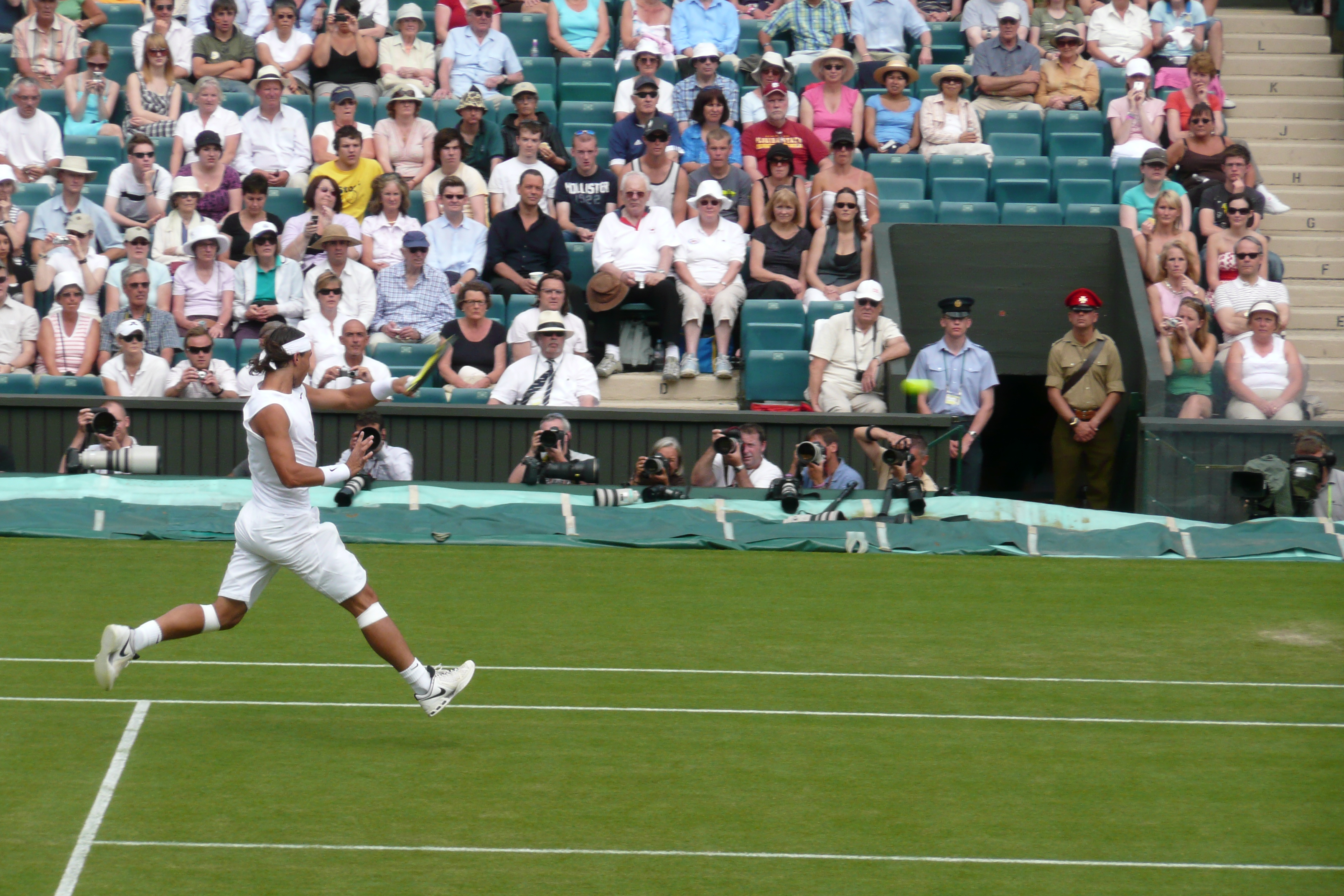
納達爾在2008年溫網首輪比賽

07年賽季，兩人一共相遇七次，納達爾贏下其中五次。
印第安維爾斯大師賽，兩人拉開賽季交手序幕，本次比賽是喬科維奇第一次進入ATP1000賽事的決賽，同時也是納達爾第六次的大師賽決賽。最後納達爾以94分鐘的時間輕鬆贏下比賽。但隨後不久，在下一站比賽邁阿密大師賽中，喬科維奇用97分鐘的時間擊敗納達爾，報了印第安維爾斯一箭之仇。
在接下來的紅土賽季中，雙方交手兩次，納達爾依舊展現他的紅土統治力，均打敗喬科維奇，其中一次是羅馬大師賽八強，以及法網半決賽。 值得注意的是，這是喬科維奇首次進入大滿貫四強。
同時，本年度也迎來了雙方的第一次草地賽季交手，在溫網四強戰中，喬科維奇先下一盤再輸兩盤最後退出了比賽。
回到北美硬地賽季，在蒙特利爾舉行的羅傑斯杯中，決賽中，喬科維奇第二次戰勝了納達爾，贏得了職業生涯第二座大師杯冠軍。
本年度最後一次相遇是在上海舉行的年終總決賽上，納達爾輕取喬科維奇，結束年度的交手之戰。

### 2008
本賽季雙方一共交手六次，納達爾表現亮眼，贏下了六場中的四場，將兩人的H2H刷新至10–4。
首盤交手發生在3月份的印第安維爾斯大師賽中，喬科維奇在四強中擊敗納達爾。但在之後的漢堡賽中，半決賽中納達爾擊敗了喬科維奇。而年度紅土重頭戲——法網中，喬科維奇依舊無法戰勝納達爾，在準決賽中以直落三盤敗給老對手，而納達爾則一路走到最後捧起了職業生涯第四座法網冠軍獎盃。
年度第二次決賽交手發生在女王盃上，納達爾再次擊敗喬科維奇奪取第一座草地賽事冠軍。
年度第五次交手發生在辛辛那提大師賽上，在準決賽中，喬科維奇贏得年度對戰二勝。
2008年北京奧運會，是兩人本賽季最後一次交手，四強戰中，納達爾三盤苦戰喬科維奇并戰勝了對手，緊接著，進入決賽的納達爾贏得了最後的勝利，贏得了奧運會金牌，這也為日後他贏取職業金滿貫奠定了基礎。

### 2009
本賽季雙方共交手七次，頭四次由納達爾贏得，最後三次則被喬科維奇拿下。

由於兩人在整個紅土賽季的交手的次數增加，也使得兩人的交手看點頗多。首次紅土交戰發生在蒙特卡洛大師賽決賽中，納達爾鏖戰三盤以微弱比分贏得比賽，這也是其在蒙特卡洛的第五個冠軍。此時，喬科維奇的排名已來到世界第三，因此在接下來的羅馬大師賽中，他面臨巨大的保分壓力，否則將會掉至世界第四。上個賽季中，喬科維奇拿到羅馬賽冠軍，雖然最後他成功闖進決賽，但仍然直落二不敵納達爾。 
第三次紅土相遇是在馬德里賽的準決賽中，兩人鬥得如火如荼，場面異常緊張。納達爾先後挽救三個賽點，耗時4小時03分鐘完成驚天逆轉。 本場賽事也是網球公開化年代以來最長的三盤兩勝制的比賽，儘管後來在2012年倫敦奧運會費德勒和德爾波特羅的四強賽中被刷新了記錄，但如算上第三盤不舉行搶七的情況下，這一比賽仍是耗時最長的比賽。本場比賽被球迷評為年度最佳賽事，亦深受網球評論家的讚賞。喬科維奇後來也表示，未能贏下本場比賽讓他深表遺憾，也讓他在這場的失落中深受打擊，需要花一定的時間平復心態。

來到北美硬地賽事，喬科維奇在辛辛那提大師賽中，僅費時92分鐘速勝納達爾，這也是他本年度第一次打敗納達爾。緊隨其後的巴黎大師賽，在四強戰中，狀態良好的喬科維奇輕取納達爾，隨後成功贏得決賽，奪得本賽季第一個ATP1000系列賽事的冠軍。.
本賽季雙方最後一次交手來到在倫敦舉行的年終總決賽上，喬科維奇以2–1的比分打敗了納達爾，09賽季的交手大戲也落下了帷幕。

### 2010
這一年，納達爾迎來爆發的一年（GOAT of Nadal），先後奪取法網、溫網、美網三大滿貫冠軍。兩人這一年僅僅只交手兩次。但值得一提的是，兩人第一次出現在大滿貫決賽賽場上。美網決賽中，比賽耗時3小時43分鐘，納達爾以3–1的比分擊敗了喬科維奇，這樣就使得納達爾完成了奪取職業生涯金滿貫的偉業，使其成為網球公開化年代以來奪得職業生涯金滿貫最年輕的球手。

第二次相遇是本賽季的年終總決賽，納達爾直落二取得勝利。

### 2011
如果說2010年是納達爾爆發的一年，那麼2011年就是喬科維奇的一年（GOAT of Djokovic）。年初贏下澳網冠軍以後，喬科維奇以瘋狂的41連勝先聲奪人，在網壇一時傳為佳話，直到法網四強敗於費德勒拍下。這一年內他先後奪得了印第安維爾斯大師賽、邁阿密大師賽、馬德里大師賽、羅馬大師賽、溫網、美網等10個冠軍,單賽季創紀錄囊括五項大師賽冠軍。反觀納達爾不但在所有重要比賽的決賽中吞下對對手的六連敗（加上2012年澳網則為七連敗），也在他最擅長的紅土場上吞下對對手的兩連敗。

這一賽季，兩人交手六次，均發生在決賽中，其中包括溫網和美網兩個大滿貫決賽，六次交手均由喬科維奇獲勝。
賽季首次相遇是三月份的印第安維爾斯大師賽決賽，本賽季還未嘗到敗果的喬科維奇依舊以驚人的狀態一盤未失擊敗納達爾，拿到職業生涯第二座印第安維爾斯的冠軍。

兩周以後的邁阿密大師賽，兩人再次在決賽相遇，本次比賽喬科維奇以2–1的比分再次擊敗納達爾。

整個春季的紅土賽季，雙方的纏鬥依舊如火如荼。眾所周知，紅土賽場是納達爾的“後花園”，但在第一場重要的比賽馬德里大師賽決賽中，納達爾首嚐敗果，被喬科維奇三盤逆轉，這也是喬科維奇第一次在泥地擊敗宿敵。 這樣的畫面並未結束。羅馬大師賽決賽中，喬科維奇乘勝追擊，再次以2–0的比分擊敗納達爾，同個賽季成功雙殺納達爾。
接下來的兩次交手均在大滿貫決賽賽場上。納達爾依舊無法在失敗的陰霾中走出來。溫網決賽以1–3不敵喬科維奇，使得喬奪得了職業生涯第一座溫布頓冠軍獎盃。9月份的美網決賽，同樣以1–3的比分敗于喬科維奇拍下，喬科維奇報了上個賽季一箭之仇，奪得職業生涯第一座美網冠軍獎盃，年度第三座大滿貫冠軍。 

### 2012
新賽季伊始，雙方冤家再聚頭。首項大滿貫澳網決賽相遇，雙方以不同的方式進入比賽狀態，納達爾以7–5先聲奪人拿下首盤，但喬科維奇接著以6–4奪下第二盤，前兩盤的花時均在80分鐘以上；喬狀態漸入佳境，以6–2輕取納達爾拿下第三盤；但雙方狀態此消彼長，納達爾狀態回穩，反而是喬科維奇因為體力下滑原因使得失誤頻頻（準決賽對打安迪·穆雷同樣苦戰五個小時），在浪費了賽點以後被納達爾拖進搶七環節，而搶七在5–2的情況下被納達爾連贏五分被逆轉，比賽進入長盤決勝盤。先發球者越打越上手的納達爾抓緊機會，連保帶破將比分拉開至4–2；但喬科維奇的狀態此時有恢復的跡象，在比分落後的情況下拿到破發點并成功破發，比分來到3–4；順利保發的他將比分追至4–4平；雙方在接下一局打出多次多拍回合，在一次36拍之後，隨著喬科維奇回球出底，體力透支的他支撐不住倒在了球場上。隨後雙方各自保發，比分來到5–5；納達爾的關鍵發球局，喬科維奇驚險破發，在自己的發球局保發後，以7–5的比分贏得決勝盤，總比分以3–2第七次在決賽、第三次大滿貫決賽擊敗納達爾，拿到個人第五座大滿貫軍，第三座澳網冠軍。本場比賽耗時5小時53分鐘，轉播時間從墨爾本時間晚上七點到凌晨近兩點，刷新了準決賽——喬科維奇和穆雷的時長，成為網球公開化年代以來耗時最長的大滿貫決賽。

球場轉移至紅土賽場，上個賽季連敗的納達爾，連續在蒙特卡洛大師賽、羅馬大師賽、法網三次決賽三次連勝喬科維奇。也阻擊了喬科維奇奪取跨年度全滿貫的勝利，拿到了職業生涯第七座火槍手杯，成為網球史上拿到最多法網冠軍的球員。
隨著納達爾溫網第二輪出局，由於膝傷退出了餘下將近七個月的比賽，兩人的交手大戲也隨之結束。

### 2013
新賽季納達爾迎來新的挑戰，參加的所有比賽均闖進決賽，但由於喬科維奇狀態不如前兩年，印第安維爾斯大師賽止步四強，無緣與納達爾爭冠；但在蒙特卡洛大師賽中以2–0的比分擊敗納達爾，終止了對方試圖在此地創下九連冠，也拿到職業生涯第一座蒙卡冠軍。然而，好狀態并未能持續，在接下來的馬德里大師賽及羅馬大師賽中，喬科維奇均在次輪及八強賽提早出局，無緣與納達爾爭冠，反觀納達爾在兩次比賽均闖入決賽并最終摘冠。 
而在法網四強賽中，納達爾以6–4、3–6、6–1、63–7、9–7長盤決勝擊敗喬科維奇，在第四盤錯失賽末點被對方拖進決勝盤，決勝盤又在2–4落後的情況下絕地反擊，最終獲得勝利，向職業生涯第八冠發起衝擊；而喬科維奇尋求職業生涯全滿貫的計劃又再一次倒在了納達爾拍下。
2013年加拿大羅傑斯杯蒙特利爾大師賽，雙方本年度第三次相遇，四強賽中納達爾以6–4、3–6、7–62戰勝喬科維奇，繼法網之後，再次打敗這位勁敵。年度最後一項大滿貫賽美網，納達爾和喬科維奇本年度第四次對陣，也是雙方生涯第三度在決賽交手，結果這次過程與2010年決賽相似，最終納達爾以3–1的比分擊敗了喬科維奇，使得納達爾拿下生涯第二個美網冠軍獎盃。
10月份於中國北京舉行的中國網球公開賽，喬科維奇在決賽中以6–3、6–4直落兩盤擊敗賽季硬地不敗的宿敵納達爾，第四次問鼎中網，保持了在此地的不敗紀錄。雖然納達爾輸給了喬科維奇，但闖進決賽的他取代了喬克維奇世界球王的寶座，第三次登頂世界第一。
隨後的年終總決賽，喬科維奇以直落兩盤的比分擊敗納達爾，奪得個人第三個總決賽冠軍，而納達爾則第二次獲得亞軍。由此，2013年賽季雙方打成3比3平。但納達爾贏得了重要的法網和美網。

### 2014年
2014賽季，德約科維奇與納達爾共三度交鋒。德約科維奇贏下了頭兩次交鋒，納達爾則在最後一次交鋒中取得勝利。首先，双方在邁阿密大師賽（索尼愛立信公開賽）中再次交手，結果同樣由硬地佔優的喬科維奇兩盤勝出（6–3, 6–3），第四次拿到邁阿密大師賽的冠軍；而納達爾則第四次獲得該賽事亞軍。進入紅土賽季，兩人再次在羅馬大師賽的決賽上交手，最終喬科維奇以2比1(6–4, 3–6, 3–6)的比分逆轉了前两届的卫冕冠军，取得了包括2013年中國網球公開賽決賽擊敗納達爾之內的四連勝與個人在紅土場上對納達爾的第四場勝利，第三度贏得羅馬大師賽的冠軍。  二人在當賽季的最後一次碰面發生於2014年法國網球公開賽的決賽，納達爾在輸掉第一盤之後練追三盤，以3-1的比分(3–6, 7–5, 6–2, 6–4)戰勝德約科維奇，取得自己職業生涯中的第九座法網冠軍。

### 2015年
2015賽季，雙方共四度交手，喬科維奇贏得所有賽事。雙方首度在蒙地卡羅大師賽四強賽碰頭，賽事競爭激烈，最終喬科維奇勝出。第二次是在法國網球公開賽的八強賽，喬科維奇首次在紅土聖地勝過納達爾，並且創下多項紀錄，包含在法網納達爾手下贏得最多局數、在四大滿貫賽事均擊敗過納達爾、以及納達爾在紅土五盤大戰首次被擊敗等紀錄。在北京公開賽以及ATP年終賽，喬科維奇均擊敗納達爾，使得雙方對戰紀錄來到了23勝23敗的平手局面。

### 2016年
2016賽季，雙方交手三次，延續前一年度的氣勢，喬科維奇持續連勝。在杜哈公開賽決賽中喬科維奇取勝，在對戰歷史上首次取得領先(24勝23敗)。接著在印地安泉大師賽四強賽、羅馬大師賽八強賽，喬科維奇乘勝追擊，一口氣把對戰成績提升到26勝23敗，並且取得雙方對戰的七連勝。

### 2017年
2017賽季喬科維奇陷入低潮，納達爾輕鬆的在馬德里公開賽兩盤6-2、6-4取得勝利，扭轉先前喬科維奇對戰連勝氣勢。

### 2018年
2018賽季目前雙方對戰一次，納達爾在羅馬大師賽四強兩盤7-6、6-3擊敗喬科維奇，使雙方對戰紀錄來到了喬科維奇26勝25敗。

### 2019年
2019賽季雙方兩度交手，喬科維奇在澳洲網球公開賽決賽三盤6–3, 6–2, 6–3擊敗納達爾，奪得澳網冠軍。緊接著納達爾再次於羅馬大師賽決賽以6–0, 4–6, 6-1擊敗喬科維奇，第九度取得羅馬大師賽冠軍，此為納達爾第34個ATP大師賽冠軍頭銜，在最多ATP大師賽冠軍頭銜中領先喬科維奇。

### 2020年
2020賽季雙方對戰兩次，首次舉辦的ATP盃喬科維奇及納達爾分別代表塞爾維亞和西班牙隊，於團隊決賽的第二場比賽中交手，喬科維奇以6–2, 7–6擊敗納達爾。納達爾與喬科維奇在法國網球公開賽決賽中再次相遇，納達爾以三盤6–0, 6–2, 7–5取得他的第20個大滿貫頭銜。

### 2021年
2021賽季雙方兩度交手，納達爾在再次於羅馬大師賽決賽以7–5, 1–6, 6–3擊敗喬科維奇，取得他的第36個ATP大師賽冠軍頭銜。在法網四強賽中喬科維奇及納達爾再次相遇，此次喬科維奇強勢發揮，以四盤大戰3–6, 6–3, 7–6(7–4), 6–2擊敗納達爾，這是喬科維奇第二次在法網中擊敗納達爾。

## 數據分析
截止目前為主納達爾與喬科維奇已有59次的交手；納達爾以29勝30負落後。在大滿貫比賽中，納達爾以11勝7負領先。
網球評論員狄克‧恩堡Dick Enberg、約翰‧麥肯羅John McEnroe、以及玛丽·卡里洛認為，以對陣次數、比賽品質以及年齡上只差一歲來看，兩人的對戰有潛力成為史上最偉大的宿敵對陣。
喬科維奇是擊敗納達爾次數最多的球員，而納達爾同樣亦是擊敗喬科維奇次數最多的球員。喬科維奇更是唯一曾經在三場不同的紅土大師賽決賽與羅蘭·加洛斯中都擊敗過納達爾的選手，因此眾多網球專家認為，喬科維奇是納達爾在紅土賽場上在多米尼克·蒂姆出現前是唯一的對手。相較之下，費德勒在其整個生涯當中，僅僅贏過納達爾兩次；而另外一位對手羅賓·索德靈雖然是第一位在羅蘭·加洛斯擊敗過納達爾的球員，但如今索德林早已不是世界前十。納達爾於2010創造生涯高峰開啟納達爾時代之後，喬科維奇也緊接著在2011年締造自己的歷史，自此之後，兩人的宿敵對戰愈加激昂。

### 對戰戰績
- 所有對戰：喬科維奇 30–29
- 所有決賽：喬科維奇 15–13
- 大滿貫 賽事：納達爾 11–7
- 大滿貫決賽：納達爾 5–4
- ATP1000賽事：喬科維奇 16–13
- ATP1000賽事決賽：喬科維奇 7–3
- 奧運會：納達爾 1–0

### 場地戰績
- 紅土：納達爾 20–8
- 硬地：喬科維奇 20–7
  - 室外硬地：喬科維奇 16–5
  - 室內硬地：喬科維奇 4–2
- 草地：納達爾 2–2

|                                  | 室外硬地 | 室外硬地 | 紅土   | 紅土     | 草地   | 草地     | 室內硬地 | 室內硬地 | 總計   | 總計 |
| 喬科維奇                         | 納達爾   | 喬科維奇 | 納達爾 | 喬科維奇 | 納達爾 | 喬科維奇 | 納達爾   | 喬科維奇 | 納達爾 |      |
| -------------------------------- | -------- | -------- | ------ | -------- | ------ | -------- | -------- | -------- | ------ | ---- |
| 澳洲公開賽                       | 2        | 0        |        |          |        |          |          |          | 2      | 0    |
| 法國公開賽                       |          |          | 2      | 7        |        |          |          |          | 2      | 7    |
| 溫布頓錦標賽                     |          |          |        |          | 2      | 1        |          |          | 2      | 1    |
| 美國公開賽                       | 1        | 2        |        |          |        |          |          |          | 1      | 2    |
| 印第安維爾斯大師賽               | 3        | 1        |        |          |        |          |          |          | 3      | 1    |
| 邁阿密大師賽                     | 3        | 0        |        |          |        |          |          |          | 3      | 0    |
| 蒙特卡洛大師賽                   |          |          | 2      | 2        |        |          |          |          | 2      | 2    |
| 羅馬大師賽                       |          |          | 3      | 6        |        |          |          |          | 3      | 6    |
| 漢堡大師賽 / 馬德里大師賽        |          |          | 1      | 3        |        |          |          |          | 1      | 3    |
| 加拿大公開賽                     | 1        | 1        |        |          |        |          |          |          | 1      | 1    |
| 辛辛那提大師賽                   | 2        | 0        |        |          |        |          |          |          | 2      | 0    |
| 巴黎大師賽                       |          |          |        |          |        |          | 1        | 0        | 1      | 0    |
| 中國公開賽                       | 2        | 0        |        |          |        |          |          |          | 2      | 0    |
| 網球大師盃 / ATP世界巡迴賽總決賽 |          |          |        |          |        |          | 3        | 2        | 3      | 2    |
| 女王盃                           |          |          |        |          | 0      | 1        |          |          | 0      | 1    |
| 戴維斯盃                         |          |          | 0      | 1        |        |          |          |          | 0      | 1    |
| ATP盃 （页面存档备份，存于）     |          |          |        |          |        |          | 1        | 0        | 1      | 0    |
| 奧運會                           | 0        | 1        |        |          |        |          |          |          | 0      | 1    |
| 總計                             | 16       | 5        | 8      | 19       | 2      | 2        | 4        | 2        | 30     | 28   |

## 技術比較
喬科維奇具有很強的底線對攻能力及接發球能力，正手的擊球往往能夠精準在邊線以內；而最讓人印象深刻的是他強大的心理素質能力，在重大比賽中往往能夠用強大的精神支撐比賽，以至於在落後的時候不會輕易崩盤。

納達爾擁有強大的防守能力和底線跑動能力讓其他球員望塵莫及，看似無法救到的球在他的跑動下往往能夠回到，甚至出現致勝球，但如此打法也讓他的膝傷較容易發作。

## 所有比賽列表
以下表格內容包含ATP巡迴賽、台維斯盃和大滿貫賽事主要比賽。
| 年份（2004–2008）  | 年份（2009–現今） | 喬科維奇 | 納達爾 |
| ------------------ | ----------------- | -------- | ------ |
| 大滿貫             | 大滿貫            | 7        | 11     |
| 大師杯             | ATP巡迴賽決賽     | 3        | 2      |
| ATP 大師賽系列     | ATP 1000          | 16       | 13     |
| ATP 國際黃金賽系列 | ATP 500           | 2        | 0      |
| ATP 國際系列       | ATP 250           | 1        | 1      |
| 戴維斯杯           | 戴維斯杯          | 0        | 1      |
| ATP盃              | ATP盃             | 1        | 0      |
| 奧運會             | 奧運會            | 1        | 1      |
| 數據總結           | 數據總結          | 31       | 29     |

| 次數 | 年份 | 巡迴賽             | 場地     | 輪       | 勝出者     | 比分                           | 喬科維奇 | 納達爾 |
| ---- | ---- | ------------------ | -------- | -------- | ---------- | ------------------------------ | -------- | ------ |
| 1.   | 2006 | 法國網球公開賽     | 紅土     | 八強     | 納達爾     | 6–4、6–4（退賽）               | 0        | 1      |
| 2.   | 2007 | 印第安泉大師賽     | 硬地     | 決賽     | 納達爾     | 6–2、7–5                       | 0        | 2      |
| 3.   | 2007 | 邁阿密大師賽       | 硬地     | 八強     | 喬科維奇   | 6–3、6–4                       | 1        | 2      |
| 4.   | 2007 | 羅馬大師賽         | 紅土     | 八強     | 納達爾     | 6–2、6–3                       | 1        | 3      |
| 5.   | 2007 | 法國網球公開賽     | 紅土     | 四強     | 納達爾     | 7–5、6–4、6–2                  | 1        | 4      |
| 6.   | 2007 | 溫布頓網球公開賽   | 草地     | 四強     | 納達爾     | 3–6、6–1、4–1（退賽）          | 1        | 5      |
| 7.   | 2007 | 加拿大             | 硬地     | 四強     | 喬科維奇   | 7–5、6–3                       | 2        | 5      |
| 8.   | 2007 | Tennis Masters Cup | 室內硬地 | 分組賽   | 納達爾     | 6–4、6–4                       | 2        | 6      |
| 9.   | 2008 | 印第安泉大師賽     | 硬地     | 四強     | 喬科維奇   | 6–3、6–2                       | 3        | 6      |
| 10.  | 2008 | 漢堡大師賽         | 紅土     | 四強     | 納達爾     | 7–5、2–6、6–2                  | 3        | 7      |
| 11.  | 2008 | 法國網球公開賽     | 紅土     | 四強     | 納達爾     | 6–4、6–2、7–63                 | 3        | 8      |
| 12.  | 2008 | 女王草地賽         | 草地     | 決賽     | 納達爾     | 7–66、7–5                      | 3        | 9      |
| 13.  | 2008 | 辛辛那提大師賽     | 硬地     | 四強     | 喬科維奇   | 6–1、7–5                       | 4        | 9      |
| 14.  | 2008 | 奧運               | 硬地     | 四強     | 納達爾     | 6–4、1–6、6–4                  | 4        | 10     |
| 15.  | 2009 | 台維斯盃           | 紅土     | 分組賽   | 納達爾     | 6–4、6–4、6–1                  | 4        | 11     |
| 16.  | 2009 | 蒙地卡羅大師賽     | 紅土     | 決賽     | 納達爾     | 6–3、2–6、6–1                  | 4        | 12     |
| 17.  | 2009 | 羅馬大師賽         | 紅土     | 決賽     | 納達爾     | 7–62、6–2                      | 4        | 13     |
| 18.  | 2009 | 馬德里大師賽       | 紅土     | 四強     | 納達爾     | 3–6、7–65、7–69                | 4        | 14     |
| 19.  | 2009 | 辛辛那提大師賽     | 硬地     | 四強     | 喬科維奇   | 6–1、6–4                       | 5        | 14     |
| 20.  | 2009 | 巴黎大師賽         | 硬地     | 四強     | 喬科維奇   | 6–2、6–3                       | 6        | 14     |
| 21.  | 2009 | 倫敦年終賽         | 室內硬地 | 分組賽   | 喬科維奇   | 7–65、6–3                      | 7        | 14     |
| 22.  | 2010 | 美國網球公開賽     | 硬地     | 決賽     | 納達爾     | 6–4、5–7、6–4、6–2             | 7        | 15     |
| 23.  | 2010 | 倫敦年終賽         | 室內硬地 | 分組賽   | 納達爾     | 7–5、6–2                       | 7        | 16     |
| 24.  | 2011 | 印第安泉大師賽     | 硬地     | 決賽     | 喬科維奇   | 4–6、6–3、6–2                  | 8        | 16     |
| 25.  | 2011 | 邁阿密大師賽       | 硬地     | 決賽     | 喬科維奇   | 4–6、6–3、7–64                 | 9        | 16     |
| 26.  | 2011 | 馬德里大師賽       | 紅土     | 決賽     | 喬科維奇   | 7–5、6–4                       | 10       | 16     |
| 27.  | 2011 | 羅馬大師賽         | 紅土     | 決賽     | 喬科維奇   | 6–4、6–4                       | 11       | 16     |
| 28.  | 2011 | 溫布頓網球公開賽   | 草地     | 決賽     | 喬科維奇   | 6–4、6–1、1–6、6–3             | 12       | 16'    |
| 29.  | 2011 | 美國網球公開賽     | 硬地     | 決賽     | 喬科維奇   | 6–2、6–4、63–7、6–1            | 13       | 16     |
| 30.  | 2012 | 澳洲網球公開賽     | 硬地     | 決賽     | 喬科維奇   | 5–7、6–4、6–2、65–7、7–5       | 14       | 16     |
| 31.  | 2012 | 蒙特卡羅大師賽     | 紅土     | 決賽     | 納達爾     | 6–3、6–1                       | 14       | 17     |
| 32.  | 2012 | 羅馬大師賽         | 紅土     | 決賽     | 納達爾     | 7–5、6–3                       | 14       | 18     |
| 33.  | 2012 | 法國網球公開賽     | 紅土     | 決賽     | 納達爾     | 6–4、6–3、2–6、7–5             | 14       | 19     |
| 34.  | 2013 | 蒙地卡羅大師賽     | 紅土     | 決賽     | 喬科維奇   | 6–2、7–61                      | 15       | 19     |
| 35.  | 2013 | 法國網球公開賽     | 紅土     | 四強     | 納達爾     | 6–4、3–6、6–1、63–7、9–7       | 15       | 20     |
| 36.  | 2013 | 加拿大             | 硬地     | 四強     | 納達爾     | 6–4、3–6、7–62                 | 15       | 21     |
| 37.  | 2013 | 美國網球公開賽     | 硬地     | 決賽     | 納達爾     | 6–2、3–6、6–4、6–1             | 15       | 22     |
| 38.  | 2013 | 中國網球公開賽     | 硬地     | 決賽     | 德约科维奇 | 6–3、6–4                       | 16       | 22     |
| 39.  | 2013 | 倫敦年終賽         | 室內硬地 | 決賽     | 德约科维奇 | 6–3、6–4                       | 17       | 22     |
| 40.  | 2014 | 美國網球公開賽     | 硬地     | 決賽     | 喬科維奇   | 6–3、6–3                       | 18       | 22     |
| 41.  | 2014 | 羅馬大師賽         | 紅土     | 決賽     | 喬科維奇   | 4–6、6–3、6–3                  | 19       | 22     |
| 42.  | 2014 | 法國網球公開賽     | 紅土     | 決賽     | 納達爾     | 3–6、7–5、6–2、6–4             | 19       | 23     |
| 43.  | 2015 | 蒙地卡羅大師賽     | 紅土     | 四強     | 喬科維奇   | 6–3、6–3                       | 20       | 23     |
| 44.  | 2015 | 法國網球公開賽     | 紅土     | 八強     | 喬科維奇   | 7–5、6–3、6–1                  | 21       | 23     |
| 45.  | 2015 | 中國網球公開賽     | 硬地     | 決賽     | 喬科維奇   | 6–2, 6–2                       | 22       | 23     |
| 46.  | 2015 | 倫敦年終賽         | 室內硬地 | 四強     | 喬科維奇   | 6–3, 6–3                       | 23       | 23     |
| 47.  | 2016 | 卡達公開賽         | 硬地     | 決賽     | 喬科維奇   | 6–1, 6–2                       | 24       | 23     |
| 48.  | 2016 | 印地安泉大師賽     | 硬地     | 四強     | 喬科維奇   | 7–6(7–5), 6–2                  | 25       | 23     |
| 49.  | 2016 | 羅馬大師賽         | 紅土     | 八強     | 喬科維奇   | 7–5, 7–6(7–4)                  | 26       | 23     |
| 50.  | 2017 | 馬德里大師賽       | 紅土     | 四強     | 納達爾     | 6–2, 6–4                       | 26       | 24     |
| 51.  | 2018 | 羅馬大師賽         | 紅土     | 四強     | 納達爾     | 7–6(7–4), 6–3                  | 26       | 25     |
| 52.  | 2018 | 溫布頓網球公開賽   | 草地     | 四強     | 喬科維奇   | 6–4, 3–6, 7–6(11–9), 3–6, 10–8 | 27       | 25     |
| 53.  | 2019 | 澳洲網球公開賽     | 硬地     | 決賽     | 喬科維奇   | 6–3, 6–2, 6–3                  | 28       | 25     |
| 54.  | 2019 | 羅馬大師賽         | 紅土     | 決賽     | 納達爾     | 6–0, 4–6, 6–1                  | 28       | 26     |
| 55.  | 2020 | ATP盃              | 硬地     | 團隊決賽 | 喬科維奇   | 6–2, 7–6(7–4)                  | 29       | 26     |
| 56.  | 2020 | 法國網球公開賽     | 紅土     | 決賽     | 納達爾     | 6–0, 6–2, 7–5                  | 29       | 27     |
| 57.  | 2021 | 羅馬大師賽         | 紅土     | 決賽     | 納達爾     | 7–5, 1–6, 6–3                  | 29       | 28     |
| 58.  | 2021 | 法國網球公開賽     | 紅土     | 四強     | 喬科維奇   | 3–6, 6–3, 7–6(7–4), 6–2        | 30       | 28     |
| 59.  | 2022 | 法國網球公開賽     | 紅土     | 八強     | 納达爾     | 6–2, 4–6, 6–2, 7–6(7–4),       | 30       | 29     |
| 60.  | 2024 | 奧運               | 红土     | 十六強   | 喬科維奇   | 6–1, 6–4                       | 31       | 29     |

## 大滿貫戰績
| 冠軍 | 決賽 | 準決賽 | 八強 | 前四輪 | 缺席 |

### 2005–2010
| 球員            | 2005   | 2005   | 2005   | 2005   | 2006 | 2006 | 2006   | 2006   | 2007   | 2007 | 2007 | 2007   | 2008 | 2008 | 2008   | 2008 | 2009 | 2009   | 2009 | 2009 | 2010 | 2010 | 2010 | 2010 |
| --------------- | ------ | ------ | ------ | ------ | ---- | ---- | ------ | ------ | ------ | ---- | ---- | ------ | ---- | ---- | ------ | ---- | ---- | ------ | ---- | ---- | ---- | ---- | ---- | ---- |
| 球員            | 澳網   | 法網   | 溫網   | 美網   | 澳網 | 法網 | 溫網   | 美網   | 澳網   | 法網 | 溫網 | 美網   | 澳網 | 法網 | 溫網   | 美網 | 澳網 | 法網   | 溫網 | 美網 | 澳網 | 法網 | 溫網 | 美網 |
| 諾瓦克·喬科維奇 | 首輪   | 第二輪 | 第三輪 | 第三輪 | 首輪 | 八強 | 第四輪 | 第三倫 | 第四輪 | 四強 | 四強 | 決賽   | 冠軍 | 四強 | 第二輪 | 四強 | 八強 | 第三輪 | 八強 | 四強 | 八強 | 八強 | 四強 | 決賽 |
| 拉斐爾·納達爾   | 第四輪 | 冠軍   | 第二輪 | 第三輪 | 缺席 | 冠軍 | 決賽   | 八強   | 八強   | 冠軍 | 決賽 | 第四輪 | 四強 | 冠軍 | 冠軍   | 四強 | 冠軍 | 第四輪 | 缺席 | 四強 | 八強 | 冠軍 | 冠軍 | 冠軍 |

### 2011–2015
| 球員            | 2011 | 2011 | 2011 | 2011 | 2012 | 2012 | 2012   | 2012 | 2013 | 2013 | 2013   | 2013 | 2014 | 2014 | 2014   | 2014 | 2015 | 2015 | 2015   | 2015   |
| --------------- | ---- | ---- | ---- | ---- | ---- | ---- | ------ | ---- | ---- | ---- | ------ | ---- | ---- | ---- | ------ | ---- | ---- | ---- | ------ | ------ |
| 球員            | 澳網 | 法網 | 溫網 | 美網 | 澳網 | 法網 | 溫網   | 美網 | 澳網 | 法網 | 溫網   | 美網 | 澳網 | 法網 | 溫網   | 美網 | 澳網 | 法網 | 溫網   | 美網   |
| 諾瓦克·喬科維奇 | 冠軍 | 四強 | 冠軍 | 冠軍 | 冠軍 | 決賽 | 四強   | 決賽 | 冠軍 | 四強 | 決賽   | 決賽 | 八強 | 決賽 | 冠軍   | 四強 | 冠軍 | 決賽 | 冠軍   | 冠軍   |
| 拉斐爾·納達爾   | 八強 | 冠軍 | 決賽 | 決賽 | 決賽 | 冠軍 | 第二輪 | 缺席 | 缺席 | 冠軍 | 第一輪 | 冠軍 | 決賽 | 冠軍 | 第四輪 | 缺席 | 八強 | 八強 | 第二輪 | 第三輪 |

### 2016–2020
| 球員            | 2016   | 2016   | 2016   | 2016   | 2017   | 2017 | 2017   | 2017 | 2018   | 2018 | 2018 | 2018 | 2019 | 2019 | 2019 | 2019   | 2020 | 2020 | 2020   | 2020   |
| --------------- | ------ | ------ | ------ | ------ | ------ | ---- | ------ | ---- | ------ | ---- | ---- | ---- | ---- | ---- | ---- | ------ | ---- | ---- | ------ | ------ |
| 球員            | 澳網   | 法網   | 溫網   | 美網   | 澳網   | 法網 | 溫網   | 美網 | 澳網   | 法網 | 溫網 | 美網 | 澳網 | 法網 | 溫網 | 美網   | 澳網 | 法網 | 溫網   | 美網   |
| 諾瓦克·喬科維奇 | 冠軍   | 冠軍   | 第三輪 | 決賽   | 第二輪 | 八強 | 八強   | 缺席 | 第四輪 | 八強 | 冠軍 | 冠軍 | 冠軍 | 四強 | 冠軍 | 第四輪 | 冠軍 | 決賽 | 未舉辦 | 第四輪 |
| 拉斐爾·納達爾   | 第一輪 | 第三輪 | 缺席   | 第四輪 | 決賽   | 冠軍 | 第四輪 | 冠軍 | 八強   | 冠軍 | 四強 | 四強 | 決賽 | 冠軍 | 四強 | 冠軍   | 八強 | 冠軍 | 未舉辦 | 缺席   |

## 生涯發展
本次數據更新於2015年9月15日
| 年齡（正值賽季結束） | 年齡（正值賽季結束） | 18   | 19   | 20   | 21   | 22   | 23   | 24   | 25   | 26   | 27   | 28    | 29    | 30   | 31   |
| 喬科維奇的賽季       | 喬科維奇的賽季       | 2005 | 2006 | 2007 | 2008 | 2009 | 2010 | 2011 | 2012 | 2013 | 2014 | 2015  | 2016  | 2017 | 2018 |
| 納達爾的賽季         | 納達爾的賽季         | 2004 | 2005 | 2006 | 2007 | 2008 | 2009 | 2010 | 2011 | 2012 | 2013 | 2014  | 2015  | 2016 | 2017 |
| -------------------- | -------------------- | ---- | ---- | ---- | ---- | ---- | ---- | ---- | ---- | ---- | ---- | ----- | ----- | ---- | ---- |
| 大滿貫冠軍           | 喬科維奇             | 0    | 0    | 0    | 1    | 1    | 1    | 4    | 5    | 6    | 7    | (10)  |       |      |      |
| 大滿貫冠軍           | 納達爾               | 0    | 1    | 2    | 3    | 5    | 6    | 9    | 10   | 11   | 13   | 14    | (14)  |      |      |
| 大滿貫比賽勝場       | 喬科維奇             | 5    | 14   | 33   | 51   | 66   | 85   | 110  | 134  | 152  | 180  | (207) |       |      |      |
| 大滿貫比賽勝場       | 納達爾               | 6    | 19   | 36   | 56   | 80   | 95   | 120  | 143  | 157  | 171  | 187   | (198) |      |      |
| 總冠軍               | 喬科維奇             | 0    | 2    | 7    | 11   | 16   | 18   | 28   | 34   | 41   | 48   | (55)  |       |      |      |
| 總冠軍               | 納達爾               | 1    | 12   | 17   | 23   | 31   | 36   | 43   | 46   | 50   | 60   | 64    | (67)  |      |      |
| 總比賽勝場           | 喬科維奇             | 13   | 53   | 121  | 185  | 263  | 324  | 394  | 469  | 543  | 604  | (667) |       |      |      |
| 總比賽勝場           | 納達爾               | 45   | 124  | 183  | 253  | 335  | 401  | 472  | 541  | 583  | 658  | 706   | (750) |      |      |
| 排名                 | 喬科維奇             | 78   | 16   | 3    | 3    | 3    | 3    | 1    | 1    | 2    | 1    | (1)   |       |      |      |
| 排名                 | 納達爾               | 51   | 2    | 2    | 2    | 1    | 2    | 1    | 2    | 4    | 1    | 3     | (7)   |      |      |
| 世界第一週數         | 喬科維奇             | 0    | 0    | 0    | 0    | 0    | 0    | 23   | 62   | 101  | 121  | (164) |       |      |      |
| 世界第一週數         | 納達爾               | 0    | 0    | 0    | 0    | 19   | 46   | 76   | 102  | 102  | 109  | 141   | (141) |      |      |